# Josep Bayo i Bernad
Josep Bayo i Bernad (Barcelona, 8 de desembre de 1917 - Lleida, 4 de març de 2005) fou un futbolista català de les dècades de 1930 i 1940.

## Trajectòria
Va començar a destacar al CE Júpiter l'any 1933. El 1934 ingressà al FC Barcelona, on romangué tres temporades, fins a 1937. Durant la Guerra Civil jugà al Terrassa FC. La temporada 1942-43 jugà al CA Poble Nou i la següent jugà alguns amistosos amb el Barcelona i a continuació al Reus Deportiu. La seva millor etapa la visqué al CE Sabadell, on jugà sis temporades, quatre d'elles a Primera, amb 62 partits disputats. Finalitzà la seva carrera novament al Reus Deportiu. Disputà dos partits amb la selecció catalana de futbol.

## Palmarès
- Campionat de Catalunya de futbol:
  - 1935-36